# Cala en Porter

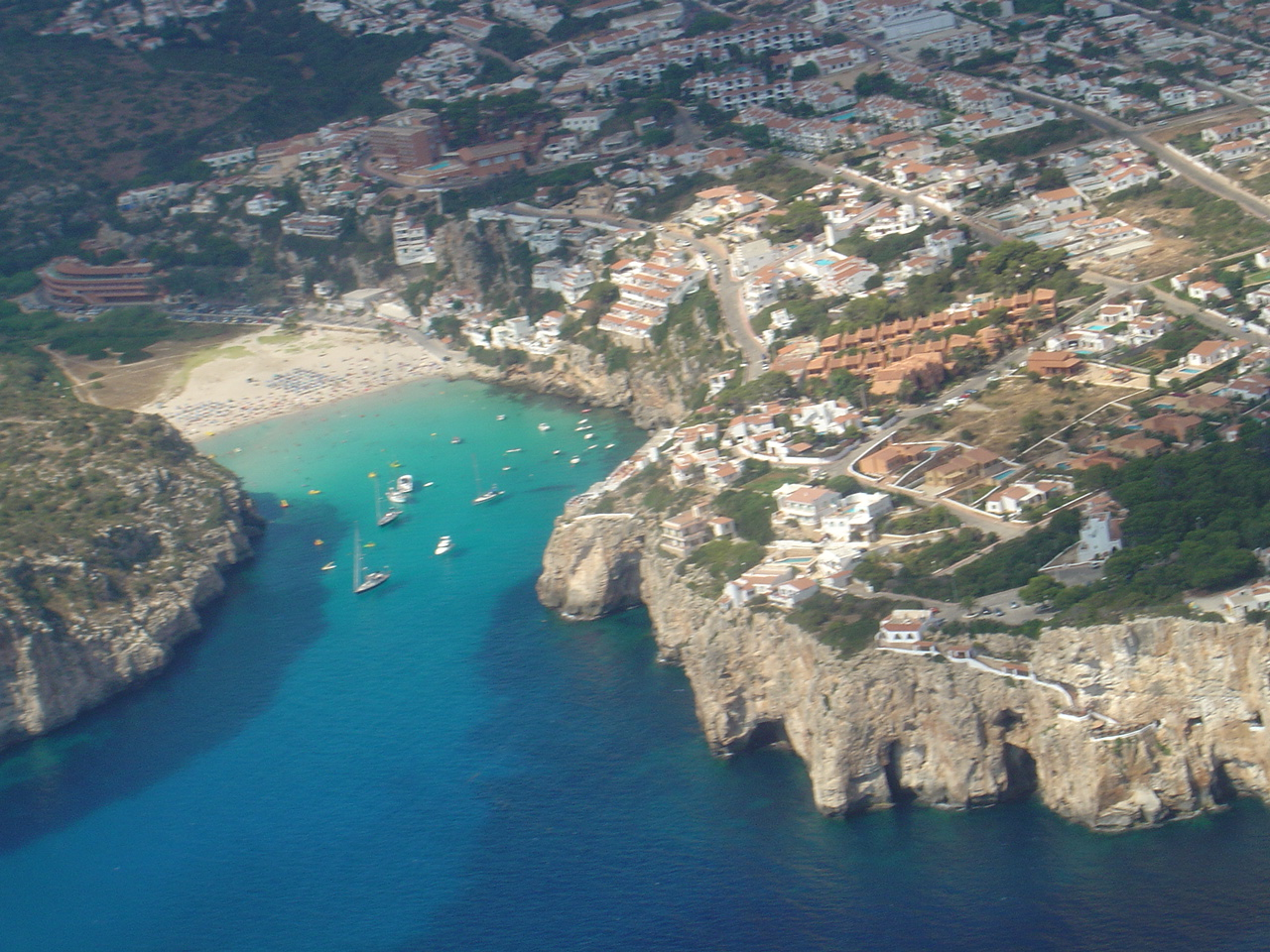
Luftbild von Cala En Porter. Zu sehen ist die bebaute östliche und die nicht bebaute westliche Seite der Bucht.

Cala en Porter (zum Teil auch Cala'n Porter) ist ein Ort an der Südküste der Balearen-Insel Menorca. Er liegt im südöstlichen Teil der Gemeinde Alaior.
Cala en Porter war einer der ersten Orte auf Menorca, die für den Tourismus erschlossen wurden. Grund hierfür war die unmittelbar neben dem Ort gelegene Bucht, die aufgrund des breiten Sandstrandes, des geringen Wellengangs und einer geringen Wassertiefe ideale Bedingungen für die Nutzung als Badebucht bot.
Heute ist der Ort vor allem durch britische Touristen geprägt. Einige Straßen bestehen fast ausschließlich aus Ferienhäusern, die nur saisonal bewohnt werden. Die westliche Seite der Bucht und das angrenzende Hinterland (Penyes d'Alaior, Klippen von Alaior) stehen unter Naturschutz und sind nicht bebaut. Das Naturschutzgebiet reicht im Westen bis zur Bucht Cala de Llucalari. Hierdurch gelang es die vollständige Bebauung des Küstenabschnittes – wie sie an anderen spanischen Badeorten zu finden ist – zu verhindern.